# Dasystole lenosa
Dasystole lenosa är en fjärilsart som beskrevs av Paul Dognin 1894. Dasystole lenosa ingår i släktet Dasystole och familjen mätare. Inga underarter finns listade i Catalogue of Life.